# Berliet CAX
Der Berliet CAX war ein französischer Omnibus aus der Zeit vor dem Ersten Weltkrieg.

## Geschichte, Technik
Von dem Fahrzeug ist nur sehr wenig bekannt. Die Bauzeit dürfte um 1912 gelegen haben. Es gibt ein Photo, das einen etwa 10–12sitzigen Kleinbus mit vollständig geschlossenem Omnibusaufbau zeigt, dessen Hinterachse über Ketten angetrieben wurde.